# Olympische Sommerspiele 1928/Leichtathletik – Hochsprung (Männer)
Der Hochsprung der Männer bei den Olympischen Spielen 1928 in Amsterdam wurde am 29. Juli 1928 im Olympiastadion Amsterdam ausgetragen. 35 Athleten nahmen teil.
Olympiasieger wurde der US-Amerikaner Bob King vor seinem Landsmann Benjamin Hedges. Bronze ging an den Franzosen Claude Ménard.

## Bestehende Rekorde
| Weltrekord         | 2,03 m | Harold Osborn ( USA) | Urbana, USA                 | 27. Mai 1924 |
| Olympischer Rekord | 1,98 m | Harold Osborn ( USA) | Finale OS Paris, Frankreich | 7. Juli 1924 |

Der olympische Rekord wurde bei diesen Spielen vor allem aufgrund des durch Regen weich gewordenen Anlaufs nicht erreicht.

## Durchführung des Wettbewerbs
Am 29. Juli wurde eine Qualifikationsrunde in vier Gruppen ausgetragen. Achtzehn Athleten – hellblau unterlegt – übersprangen die Qualifikationshöhe von 1,83 Meter. Das Finale fand am selben Tag statt.

## Qualifikation
Datum: 29. Juli 1928

### Gruppe 1
| Platz | Name                 | Nation         | Höhe   | Anmerkung |
| ----- | -------------------- | -------------- | ------ | --------- |
| 1     | Colin Gordon         | Großbritannien | 1,83 m |           |
| 1     | Kornél Késmárki      | Ungarn         | 1,83 m |           |
| 1     | Pierre Lewden        | Frankreich     | 1,83 m |           |
| 1     | Harold Osborn        | USA            | 1,83 m |           |
| 1     | Simeon Toribio       | Philippinen    | 1,83 m |           |
| 6     | Antonios Karyofyllis | Griechenland   | 1,77 m |           |
| 6     | Valerio Vallanía     | Argentinien    | 1,77 m |           |
| 8     | Joop Kamstra         | Niederlande    | 1,70 m |           |
| 8     | Otto Schöpp          | Rumänien       | 1,70 m |           |
| 10    | Adolfas Akelaitis    | Litauen        | 1,60 m |           |

### Gruppe 2
| Platz | Name                | Nation          | Höhe   | Anmerkung |
| ----- | ------------------- | --------------- | ------ | --------- |
| 1     | Wolf Boneder        | Deutsches Reich | 1,83 m |           |
| 1     | André Cherrier      | Frankreich      | 1,83 m |           |
| 1     | Benjamin Hedges     | USA             | 1,83 m |           |
| 4     | Carl van Geyzel     | Großbritannien  | 1,77 m |           |
| 4     | Ioannis Karyofyllis | Griechenland    | 1,77 m |           |
| 4     | Oscar Midtlyng      | Norwegen        | 1,77 m |           |
| 7     | Tiberiu Rusu        | Rumänien        | 1,70 m |           |
| NM    | Armas Wahlstedt     | Finnland        | ogV    |           |

### Gruppe 3
| Platz | Name             | Nation          | Höhe   | Anmerkung |
| ----- | ---------------- | --------------- | ------ | --------- |
| 1     | Fritz Huhn       | Deutsches Reich | 1,83 m |           |
| 1     | Kimura Kazuo     | Japan           | 1,83 m |           |
| 1     | Charles McGinnis | USA             | 1,83 m |           |
| 1     | Claude Ménard    | Frankreich      | 1,83 m |           |
| 1     | Harry Simmons    | Großbritannien  | 1,83 m |           |
| 1     | Einar Tommelstad | Norwegen        | 1,83 m |           |
| 7     | Henri Thesingh   | Niederlande     | 1,77 m |           |
| 8     | Haydar Aşan      | Türkei          | 1,70 m |           |
| DSQ   | Alex Munroe      | Kanada          |        |           |

### Gruppe 4

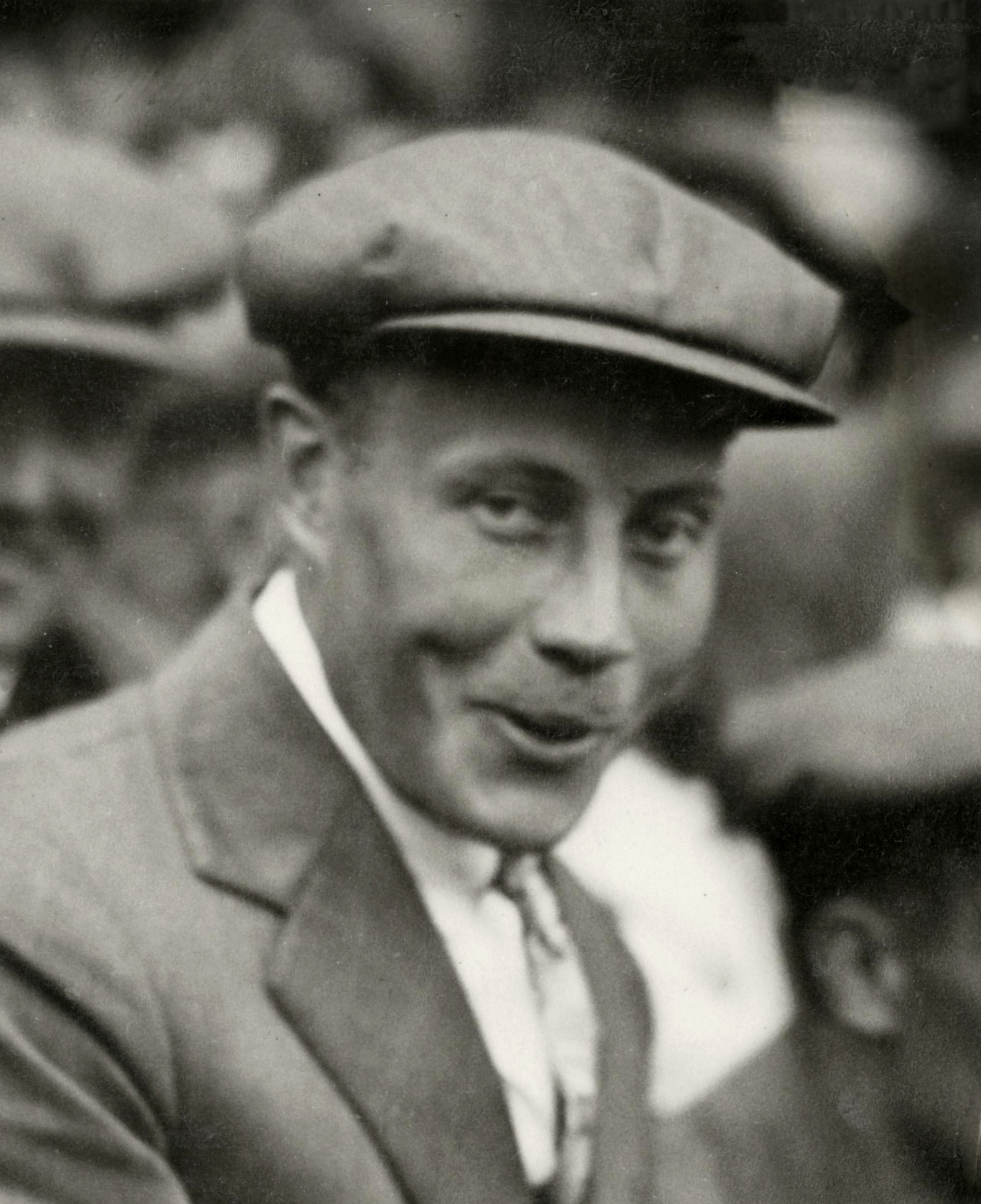
Scheiterte in der Qualifikation: Paavo Yrjölä, der spätere Olympiasieger im Zehnkampf

| Platz | Name              | Nation          | Höhe   | Anmerkung |
| ----- | ----------------- | --------------- | ------ | --------- |
| 1     | Herbert Adolfsson | Schweden        | 1,83 m |           |
| 1     | Bob King          | USA             | 1,83 m |           |
| 1     | Fritz Köpke       | Deutsches Reich | 1,83 m |           |
| 1     | Oda Mikio         | Japan           | 1,83 m |           |
| 5     | Ferenc Orbán      | Ungarn          | 1,77 m |           |
| 5     | Geoffrey Turner   | Großbritannien  | 1,77 m |           |
| 5     | Paavo Yrjölä      | Finnland        | 1,77 m |           |
| 8     | Frits Bührman     | Niederlande     | 1,70 m |           |

## Finale
Datum: 29. Juli 1928
| Platz | Name              | Nation          | Höhe   | Anmerkung                                   |
| ----- | ----------------- | --------------- | ------ | ------------------------------------------- |
| 1     | Bob King          | USA             | 1,94 m |                                             |
| 2     | Benjamin Hedges   | USA             | 1,91 m | nach Stechen mit Ménard, Toribio und Osborn |
| 3     | Claude Ménard     | Frankreich      | 1,91 m | nach Stechen mit Hedges, Toribio und Osborn |
| 4     | Simeon Toribio    | Philippinen     | 1,91 m | nach Stechen mit Hedges, Ménard und Osborn  |
| 5     | Harold Osborn     | USA             | 1,91 m | nach Stechen mit Hedges, Ménard und Toribio |
| 6     | Kimura Kazuo      | Japan           | 1,88 m |                                             |
| 7     | André Cherrier    | Frankreich      | 1,88 m |                                             |
| 7     | Pierre Lewden     | Frankreich      | 1,88 m |                                             |
| 7     | Charles McGinnis  | USA             | 1,88 m |                                             |
| 7     | Oda Mikio         | Japan           | 1,88 m |                                             |
| 11    | Herbert Adolfsson | Schweden        | 1,84 m |                                             |
| 11    | Kornél Késmárki   | Ungarn          | 1,84 m |                                             |
| 11    | Fritz Köpke       | Deutsches Reich | 1,84 m |                                             |
| 11    | Harry Simmons     | Großbritannien  | 1,84 m |                                             |
| 11    | Einar Tommelstad  | Norwegen        | 1,84 m |                                             |
| 16    | Wolf Boneder      | Deutsches Reich | 1,80 m |                                             |
| 17    | Colin Gordon      | Großbritannien  | 1,70 m |                                             |
| 17    | Fritz Huhn        | Deutsches Reich | 1,70 m |                                             |

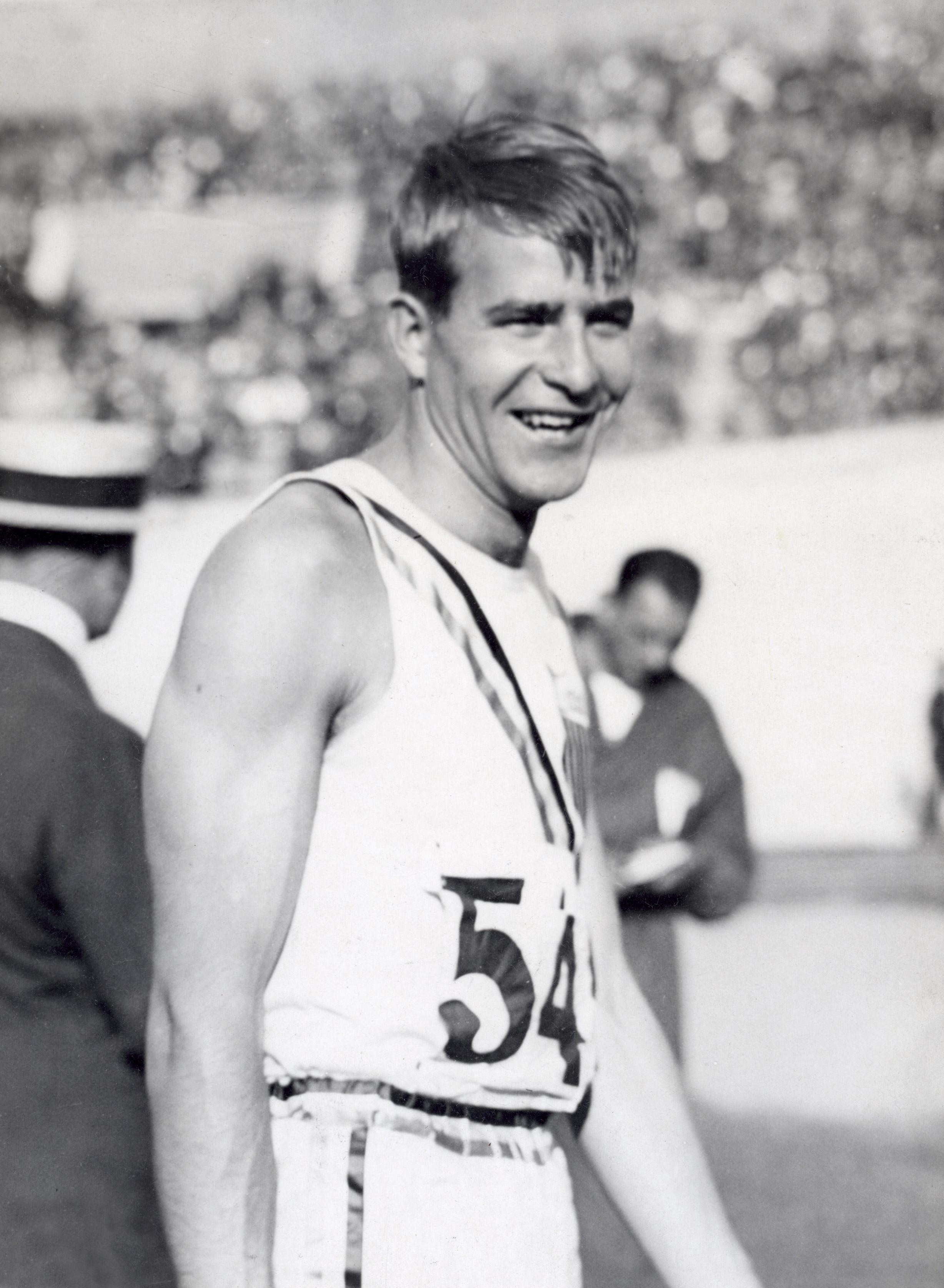
Olympiasieger Bob King

Achtzehn Springer hatten die Qualifikationshöhe geschafft. Für Topleistungen waren die Rahmenbedingungen in Amsterdam allerdings zu schlecht, der Anlauf war durch den Regen sehr weich geworden. Der US-Amerikaner Bob King übersprang als einziger die Höhe von 1,94 m. Das reichte diesmal aus, um Gold zu gewinnen. Sein Vorgänger Harold Osborn war ebenfalls dabei, hatte jedoch nicht mehr die Form von vor vier Jahren. Da es immer noch keine Mehrversuchs-/ Fehlversuchsregel gab, ging Osborn in ein Stechen mit drei anderen Athleten, die alle 1,91 m übersprungen hatten, und wurde Fünfter. Silber ging an den US-Amerikaner Benjamin Hedges, Bronze gewann der Franzose Claude Ménard.
Bob Kings Sieg war der achte Sieg eines US-Springers im achten olympischen Hochsprungfinale. Zugleich war es der fünfte US-Doppelsieg.

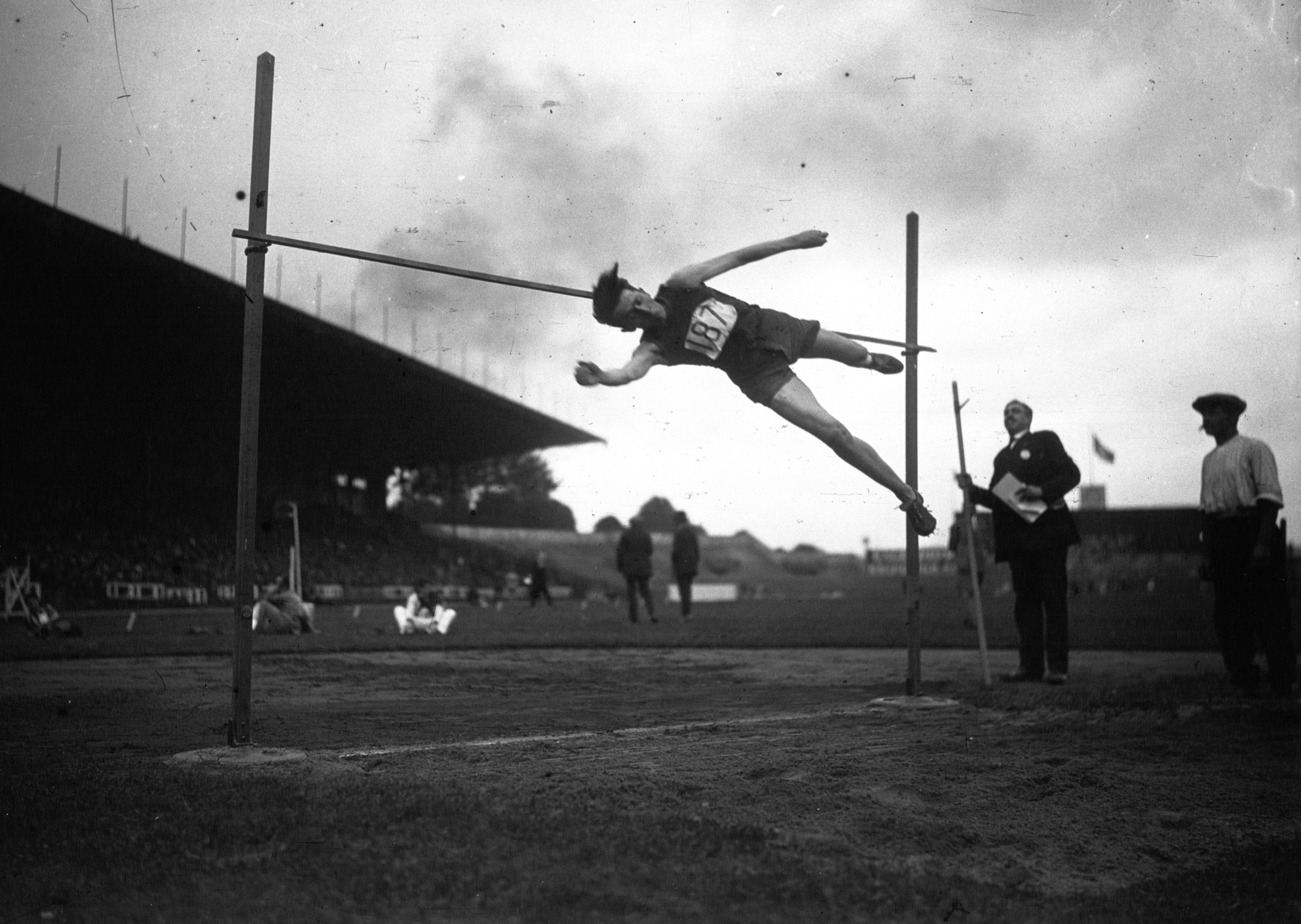
Bronzemedaillengewinner Claude Ménard
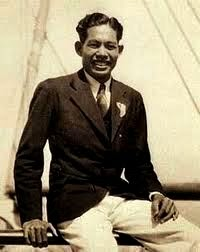
Simeon Toribio belegte Rang vier
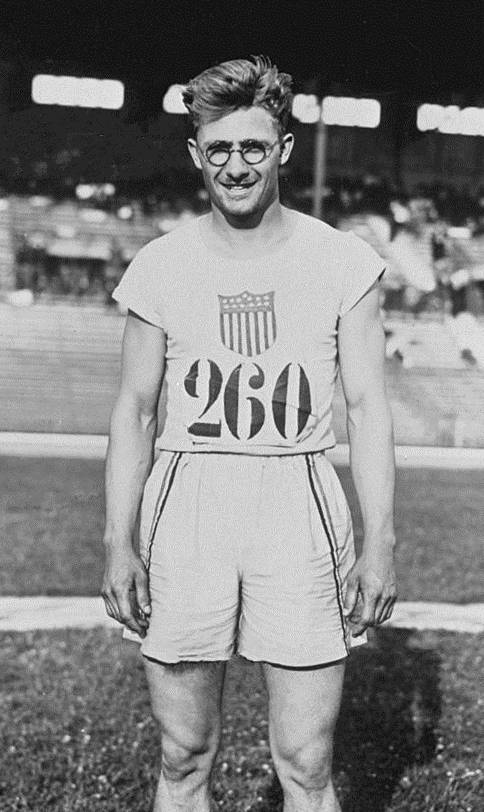
Der Olympiasieger von 1924 Harold Osborn musste sich diesmal mit Rang fünf zufriedengeben
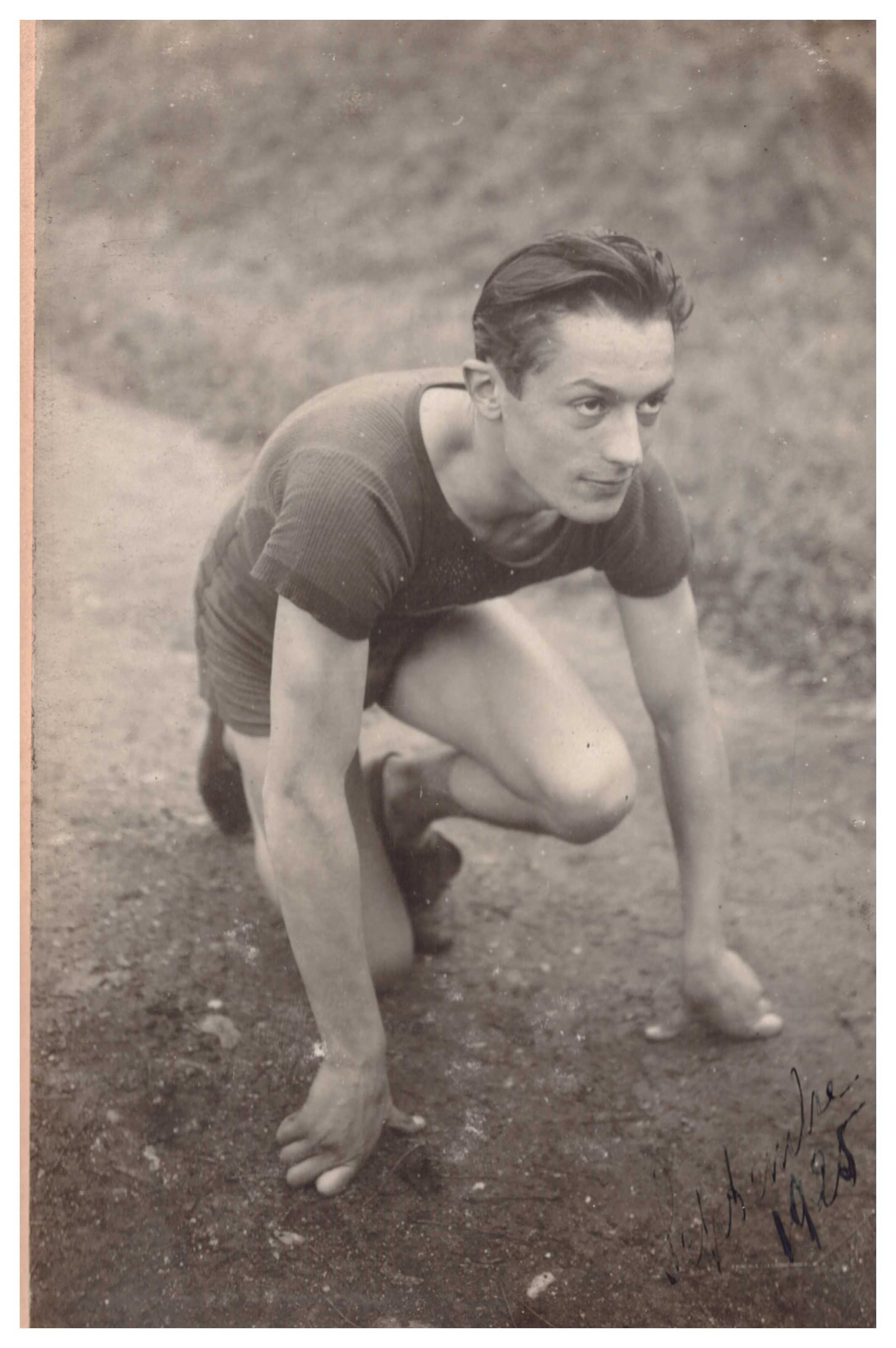
André Cherrier – auf dem geteilten siebten Rang
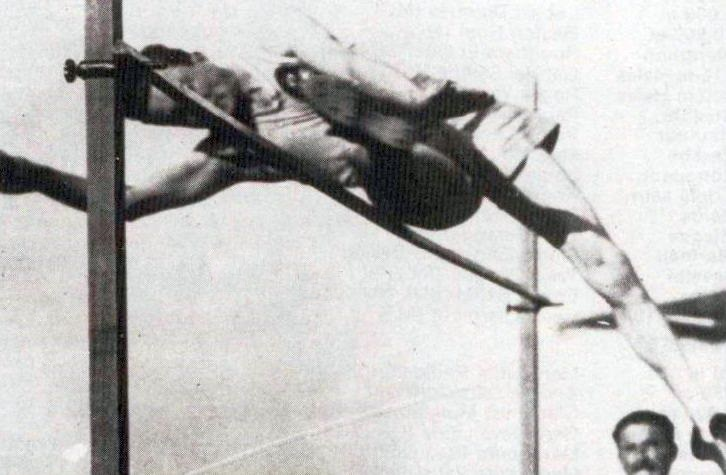
Pierre Lewden kam auf den geteilten Platz sieben
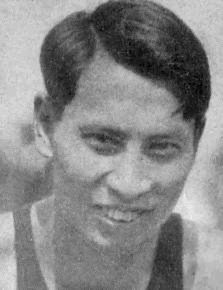
Oda Mikio sprang auf den geteilten Platz sieben
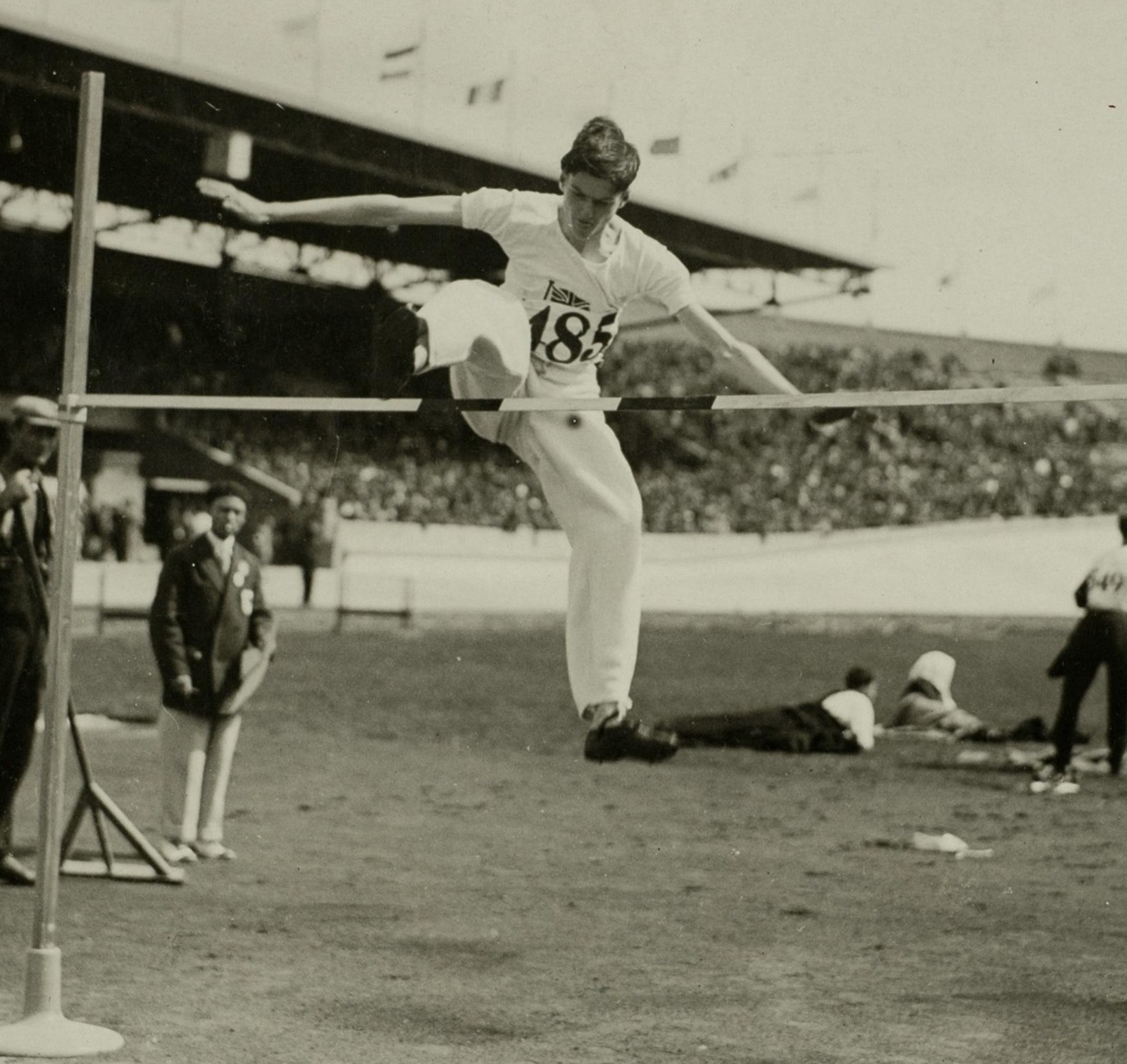
Harry Simmons erreichte Platz elf
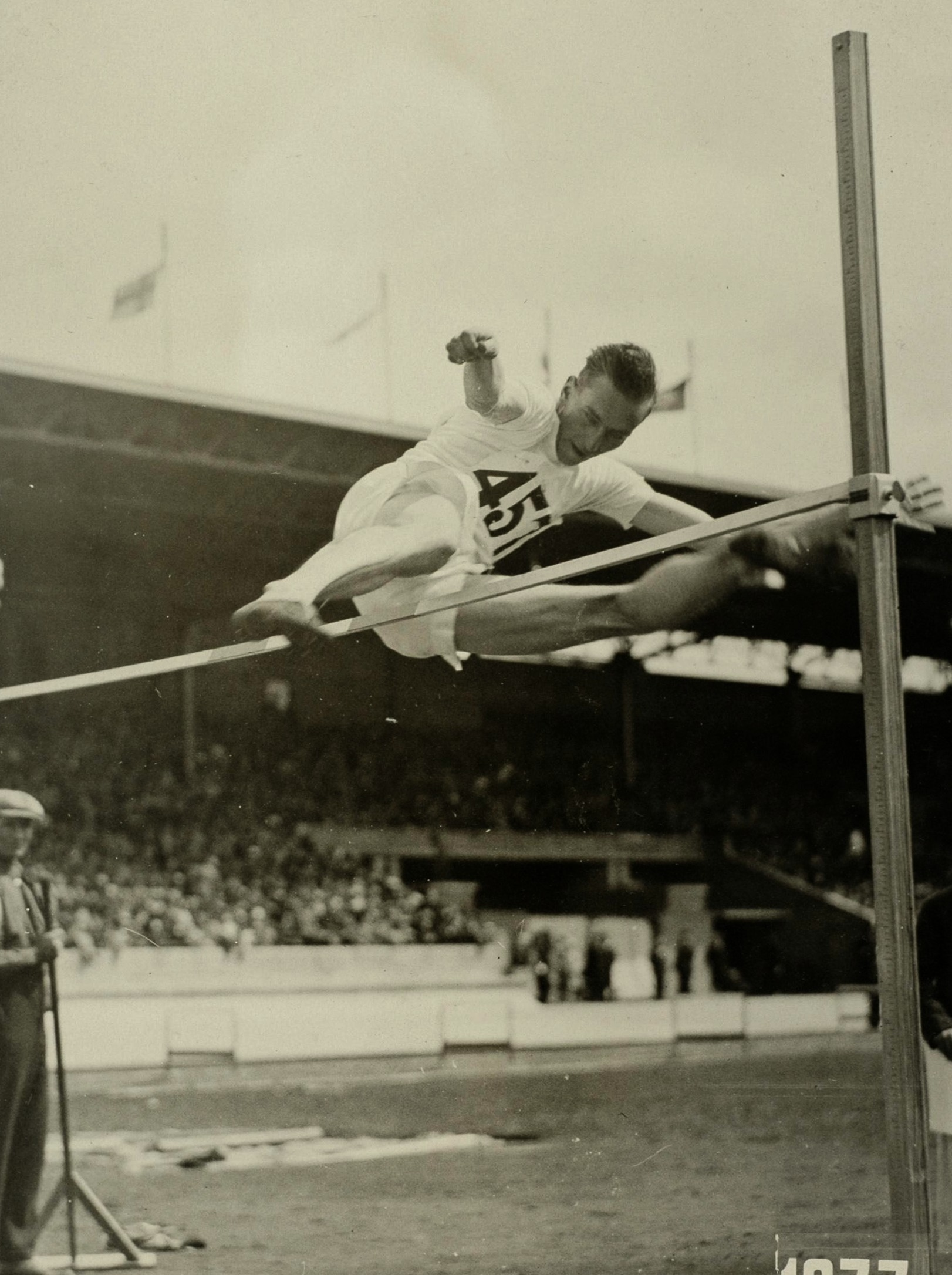
Colin Gordon wurde Siebzehnter

## Video
- Many Debuts At The Amsterdam Games - Amsterdam 1928 Olympics, youtube.com, Bereich: 1:24 min bis 1:27 min, abgerufen am 21. Juni 2021
- Bob King's Unorthodox Style Wins High Jump Gold - Amsterdam 1928 Olympics, veröffentlicht am 8. November 2012 auf youtube.com, abgerufen am 13. September 2017
- Historic footage 1928 Olympic Games part 2, Colorized, youtube.com, Bereich: 0:13 min bis 1:36 min, abgerufen am 21. Juni 2021